# ماونتین هاوس، شهرستان سن‌واکین، کالیفرنیا
ماونتین هاوس، سن ژواکین (به انگلیسی: Mountain House) یک منطقهٔ مسکونی در ایالات متحده آمریکا است که در شهرستان سن‌واکین، کالیفرنیا واقع شده‌است. ماونتین هاوس، شهرستان سن ژواکین ۸٫۲۶۸ کیلومتر مربع مساحت و ۹٬۶۷۵ نفر جمعیت دارد و ۲۵ متر بالاتر از سطح دریا واقع شده‌است.